# 南秋田郡
南秋田郡（日语：／ Minamiakita gun */?）是秋田縣西部的郡。
管轄有以下3町1村。
- 五城目町
- 八郎潟町
- 井川町
- 大潟村